# Magens Bay
Magens Bay is een baai en een daaraan gelegen witzandstrand in het noorden van het eiland Saint Thomas in de Amerikaanse Maagdeneilanden. Het bevindt zich ongeveer 2,5 km ten noordoosten van de hoofdplaats Charlotte Amalie. Het strand is tegen betaling toegankelijk. Bij de baai bevindt zich een arboretum en een natuurgebied.

## Overzicht
Magens Bay is vernoemd naar de Deense gouverneur Jacob Jorgenson Magens die eigenaar was van het land rondom de baai. Volgens de legende werd de baai gebruikt door de Engelse kaper Francis Drake om zijn boten te verbergen. In de 20e eeuw werd het eigendom van de Amerikaanse bankier Arthur S. Fairchild die het gebied in 1946 schonk aan de overheid.
Magens Bay is een diepe hoefijzervormige baai met een 1,5 km lang witzandstrand omringd door heuvels. Het heeft zeer rustig water en veel voorzieningen. Het water wordt geleidelijk dieper en is geschikt voor kinderen. Het strand wordt bewaakt door badmeesters. Als de cruiseschepen in de haven zijn, kan het vrij druk zijn.

## Arboretum
Ten zuiden van het strand bevindt zich een arboretum met inheemse en exotische bomen. Het was in 1927 aangelegd door Arthur S. Fairchild. Door orkanen zijn veel oorspronkelijke bomen verwoest. In 1997 werden 160 nieuwe bomen gepland.
In 2002 werd meer land aangekocht, en werd een terrein van 1,29 km² beschermd als Magens Bay Watershed. Een wandelpad van ongeveer 2,5 km is aangelegd door het arboretum en Magens Bay Watershed.

## Galerij

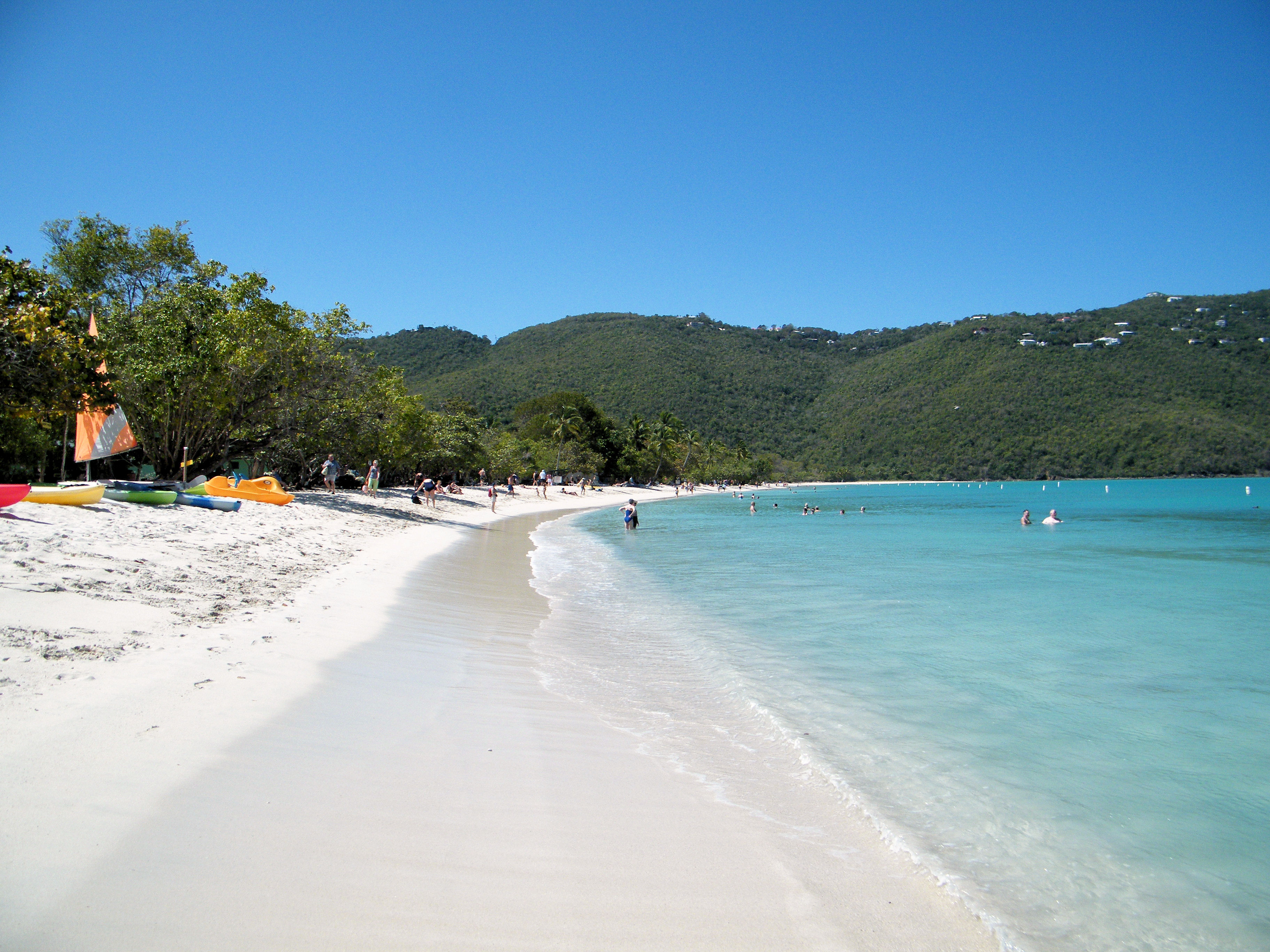
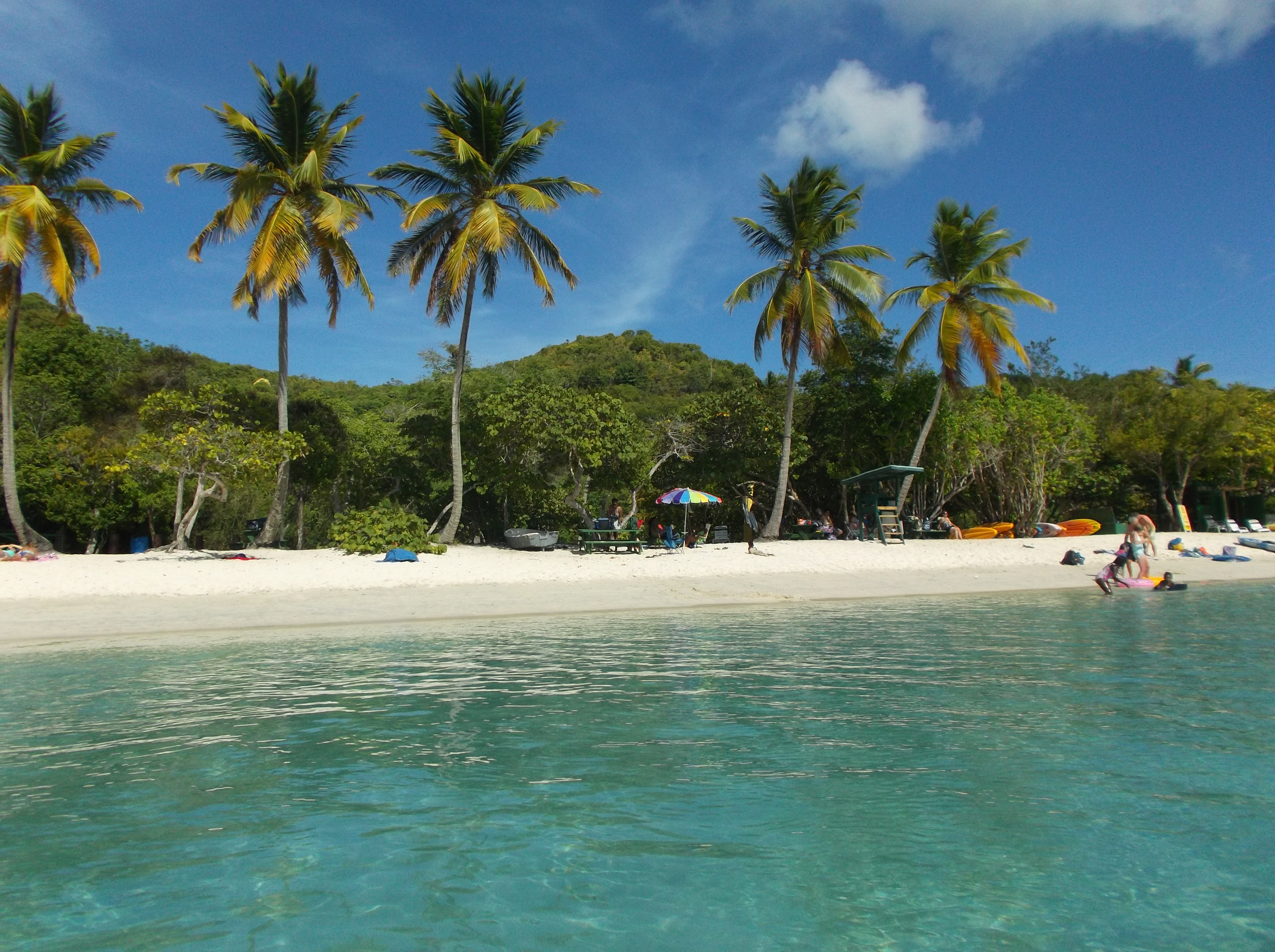
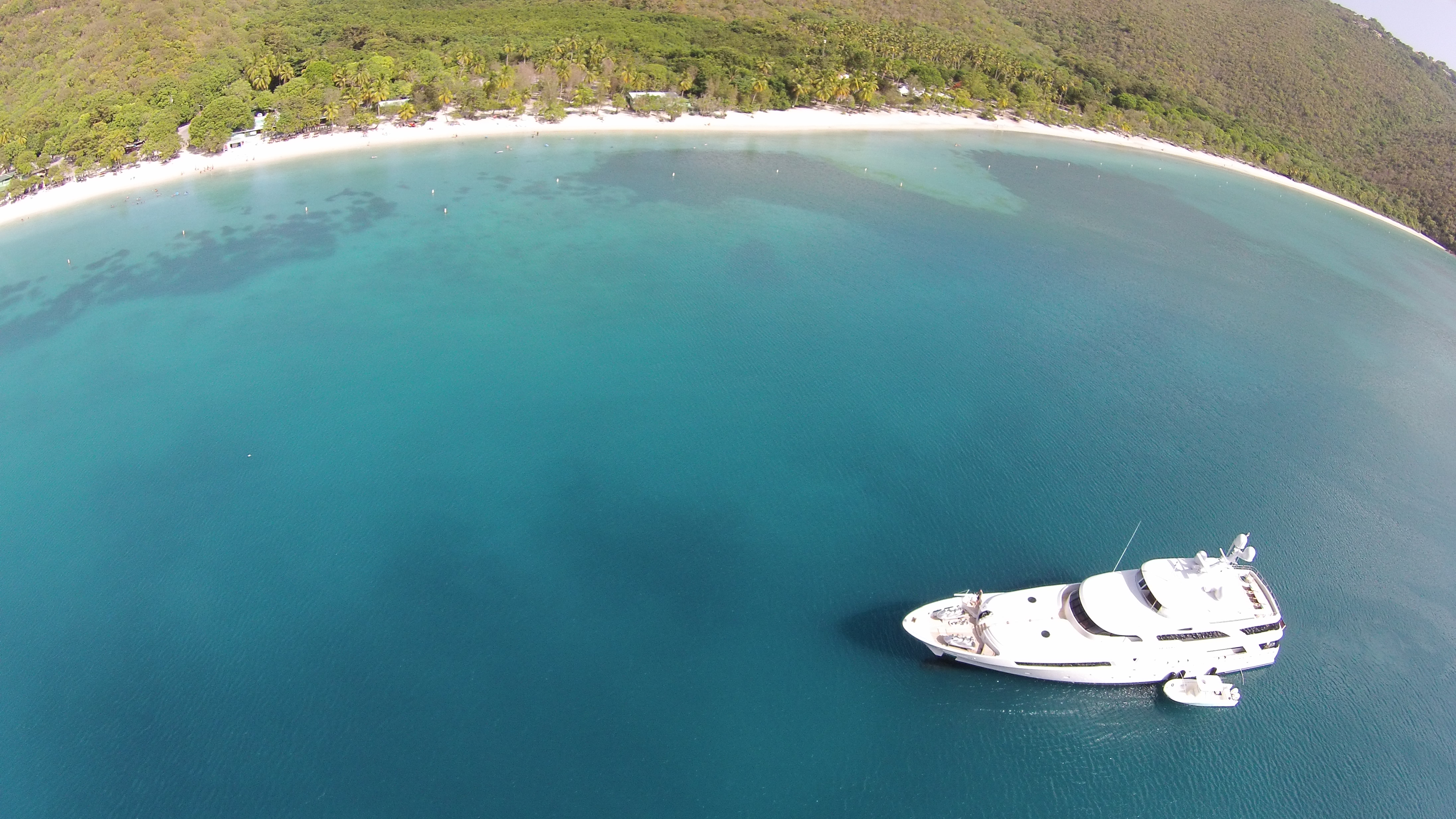
Magens Bay vanuit de lucht
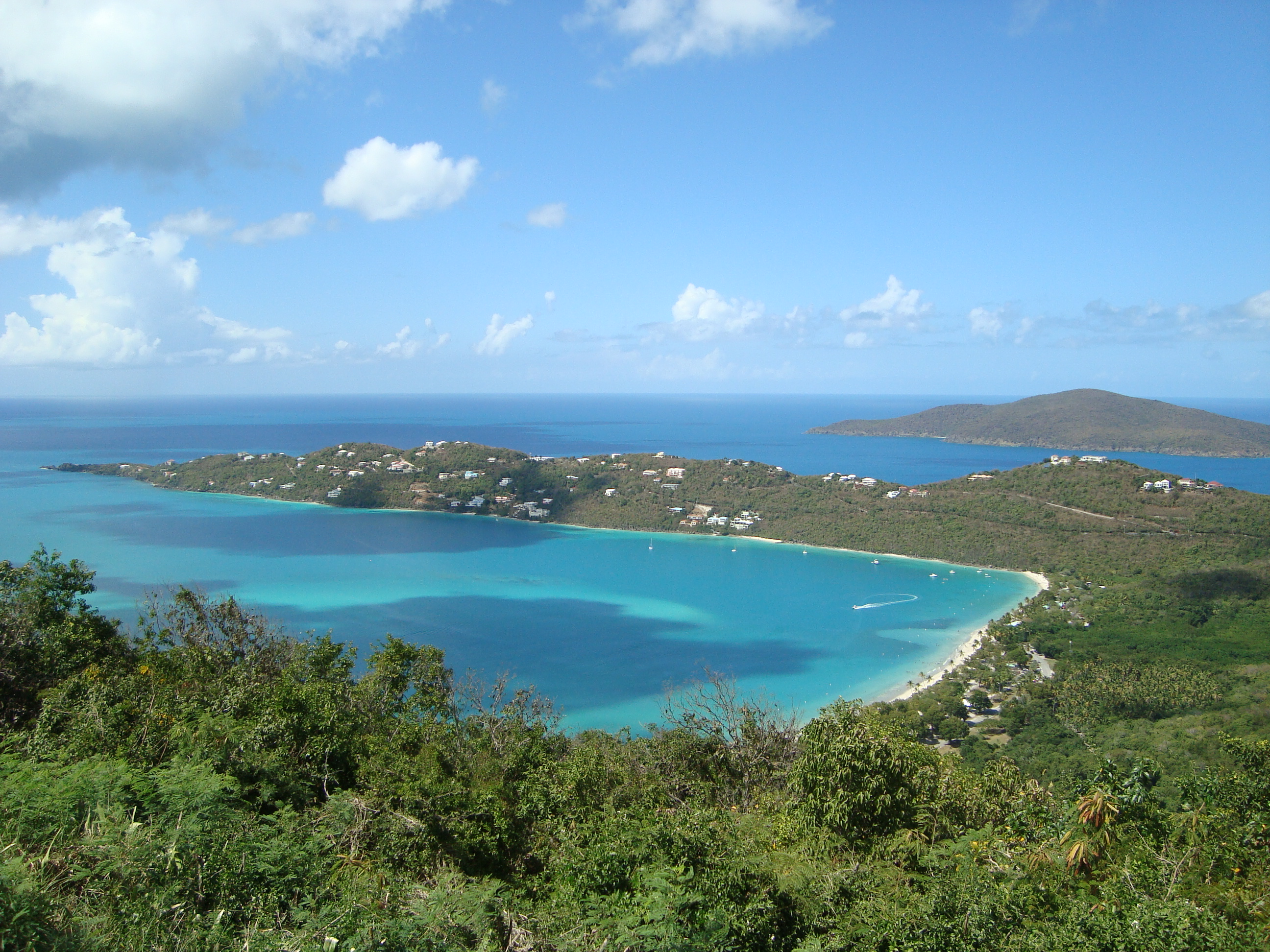
Overzicht over de baai

Buck Island · Magens Bay · Salt River Bay · Sandy Point · Virgin Islands National Park